# Langue allemande en République démocratique allemande
L'évolution de la langue allemande en RDA est en grande partie liée à des changements au sein du contexte politique et socio-culturel. À partir de la fin des années 1960, les dirigeants politiques de la RDA ont en effet voulu affirmer l'indépendance de leur État en menant une « politique linguistique isolationniste ». L'objectif était de se démarquer par rapport à l'Allemagne de l'Ouest : il ne devait plus y avoir d'unité dans la langue allemande.
Il est important de préciser que ce contexte politique n'a cependant pas entraîné la création d'une nouvelle langue propre à la RDA : selon le linguiste  Gerhard Müller, on parle plutôt d'un usage particulier de la langue, de comportements linguistiques spécifiques à l'Allemagne de l'Est.
Il n'y a pas d'évolution notable en matière de syntaxe ou de grammaire, les changements concernent surtout le vocabulaire et se manifestent dans deux domaines : officiel et non officiel.

## Le vocabulaire officiel
On peut distinguer différentes catégories dans le nouveau vocabulaire officiel :
- Les nouveaux lexèmes liés à l'idéologie communiste : par exemple : le mot Staatliche Plankommission (de). Il s'agit aussi des mots qui proviennent du russe comme le mot Kolchos (Kolkhoze).
- Les lexèmes dits de fréquence qui reviennent sans cesse et sont eux aussi liés au système politique de la RDA, comme l'adjectif sozialistisch (« socialiste »).
- Les lexèmes qui prennent une signification nouvelle en lien avec l'influence de l'idéologie communiste : par exemple le mot bourgeoisie a la définition suivante dans le Leipziger Duden de 1969 (dictionnaire de la RDA) : « la classe dominante dans la société capitaliste ».
- Les lexèmes déjà existants qui ont été remplacés par d'autres mots dans un souci de différenciation par rapport à l'Allemagne de l'Ouest. Cette évolution concerne le langage quotidien. En RDA, on disait par exemple Broiler pour Brathähnchen (« poulet rôti »), ou Kaufhalle pour Supermarkt (« supermarché »).

## Le vocabulaire oral non officiel
En réaction par rapport à cette langue officielle imposée par le gouvernement, la population de la RDA a développé son propre vocabulaire critique, le plus souvent ironique.
Il existait ainsi de nombreuses expressions amusantes pour désigner le modèle de voiture Trabant (Trabbi, Rennpappe, Asphaltblase [« bulle d'asphalte »]) et la Stasi (Horch und Guck, langer Arm [« bras long »], Firma [« firme »], voire le Deutsche Mark (Blaue Fliesen).
Pour désigner le Mur de Berlin, la population allemande refusait aussi souvent d'utiliser le terme officiel Antifaschistischer Schutzwall (« mur de protection antifasciste ») et préférait le terme commun Mauer (« mur »).